# دریاچه اوان
دریاچه اُوان در استان قزوین و در منطقه معروف الموت در جوار روستاهای اوان و وربن قرار دارد.
دریاچه اوان ۸۹اُمین اثر طبیعی است که توسط سازمان میراث فرهنگی در ۲۰ بهمن ۱۳۸۹ در فهرست میراث طبیعی ایران قرار گرفت.

## موقعیت و مشخصات
دریاچه زیبای اُوان در نیمه شمالی الموت، در دامنه کوه خشچال، در فاصله ۷۵ کیلومتری قزوین و در میان چهار روستای اوان، وربن، زواردشت و زرآباد شهر قزوین قرار دارد.
این دریاچه که بیش از هفتاد هزار متر مربع مساحت دارد، در ارتفاع هزار و هشتصد و پانزده متری از سطح دریا واقع شده است. طول آن در طویل‌ترین قسمت ۳۲۵ متر و عرض آن ۲۷۵ متر می‌باشد.
تنها از آب چشمه‌های کوچک زیرزمینی موجود در بستر دریاچه تغذیه می‌شود و بخش ناچیزی از آن هنگام بارندگی تأمین می‌شود اما به صورت سطحی و خیلی کم. عمیق‌ترین بخش آن که توسط یک تیم غواصی در ۱۸ مرداد ماه سال ۹۲ با استفاده از دو دستگاه دایو کامپیوتر سوانتو اندازه‌گیری شده است ۶٫۸ متر با دمای آب ۲۳ درجه سانتیگراد و میدان دید در زیر آب کمتر از یک متر می‌باشد که در جنوب شرقی آن واقع شده است البته برخی از مردم محلی عمق‌های متفاوتی را برای این دریاچه عنوان نموده‌اند که تیم غواصی چنین چیزی را تأیید نکرد. بستر دریاچه مملو از لجن و رسوبات ته‌نشین شده می‌باشد که حالت چسبندگی بسیاری دارد. از سرریز آب دریاچه نیز رود کوچکی تشکیل می‌شود که آب آن مورد استفاده کشاورزان روستاهای کوشک و آیین است. در تابستان این دریاچه محل ماهی‌گیری، آب‌تنی و قایق‌رانی و در پاییز، مأمن پرندگان مهاجر مانند قو، غاز، مرغابی و در زمستان با توجه به برودت هوا و یخ زدن سطح آن قابل اسکی سواری است.
دریاچهٔ اُوان احتمالاً ۵۰۰ سال پیش بر اثر لغزش به وجود آمده که این لغزش در حال حاضر غیرفعال است. اعتقادی وجود دارد مبنی بر اینکه این دریاچه بازماندهٔ دریاچه بزرگی در قدیم است.

## گیاهان
غیر از گونه‌های درختی دست‌کاشت نظیر بید، چنار، تبریزی، سیب، آلبالو، گیلاس، سنجد، فندق و گردو، گیاهان علفی مانند گون، کنگر، شیرین‌بیان و گونه‌های مختلف دیگر از خانواده گرامینه و لگومینیوزه هم در حوزه آبخیز وربن وجود دارند. از گیاهان داخل دریاچه هم می‌توان به نی‌بن در آب و گیاهان غوطه ور خوشاب و چنگال آبی اشاره کرد که محیط مناسبی را برای پرورش ماهیانی چون اردک ماهی به وجود می‌آورند.

## جانوران و پرندگان
از گونه‌های جانوری اطراف دریاچه می‌توان به کل و بز کوهی، که به علت شکار بی‌رویه و تخریب زیستگاه آنان کاهش چشمگیری یافته‌اند. پلنگ، خرس قهوه‌ای، روباه، شغال، گرگ، گراز، شنگ (جانور)، سیاه گوش (گربه وحشی) انواع عقاب‌ها، دال، دلیجه، شاهین، جغد، کبک، فاخته، دارکوب، سبزقبا، زاغ و گنجشک خانگی، قورباغه، لاک‌پشت و خرچنگ اشاره کرد.

## ماهی‌ها
انواع ماهی‌هایی که در این دریاچه ساکن می‌باشند عبارتند از:
- قزل‌آلا
- کپور
- اردک ماهی

## دریاچه الوبوم
در نزدیکی این دریاچه، دریاچه دیگری به نام الوبوم وجود دارد که بیشتر مردم از آن بی‌خبرند.

## نگارخانه

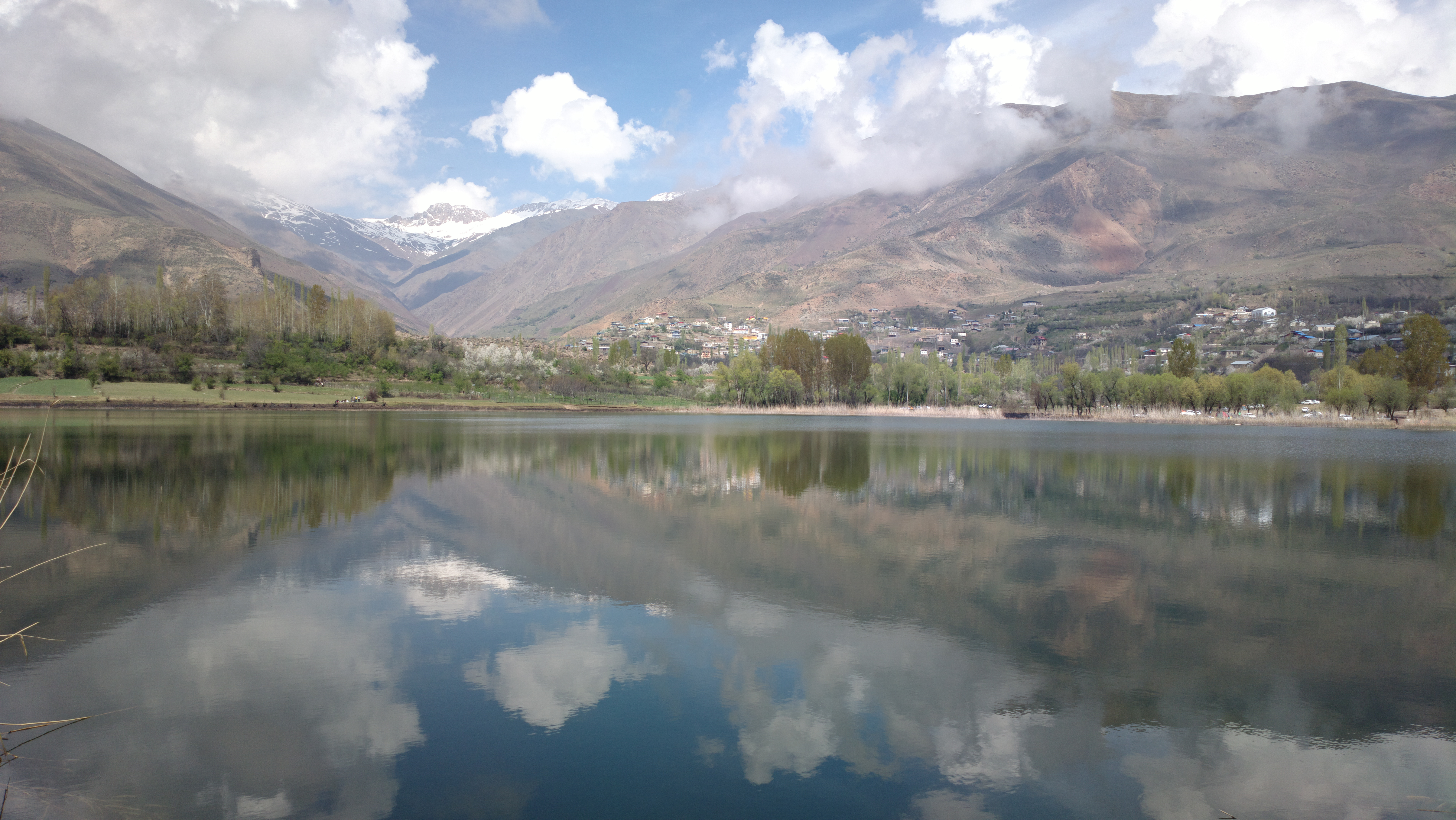
دریاچه اوان سال ۱۳۹۲
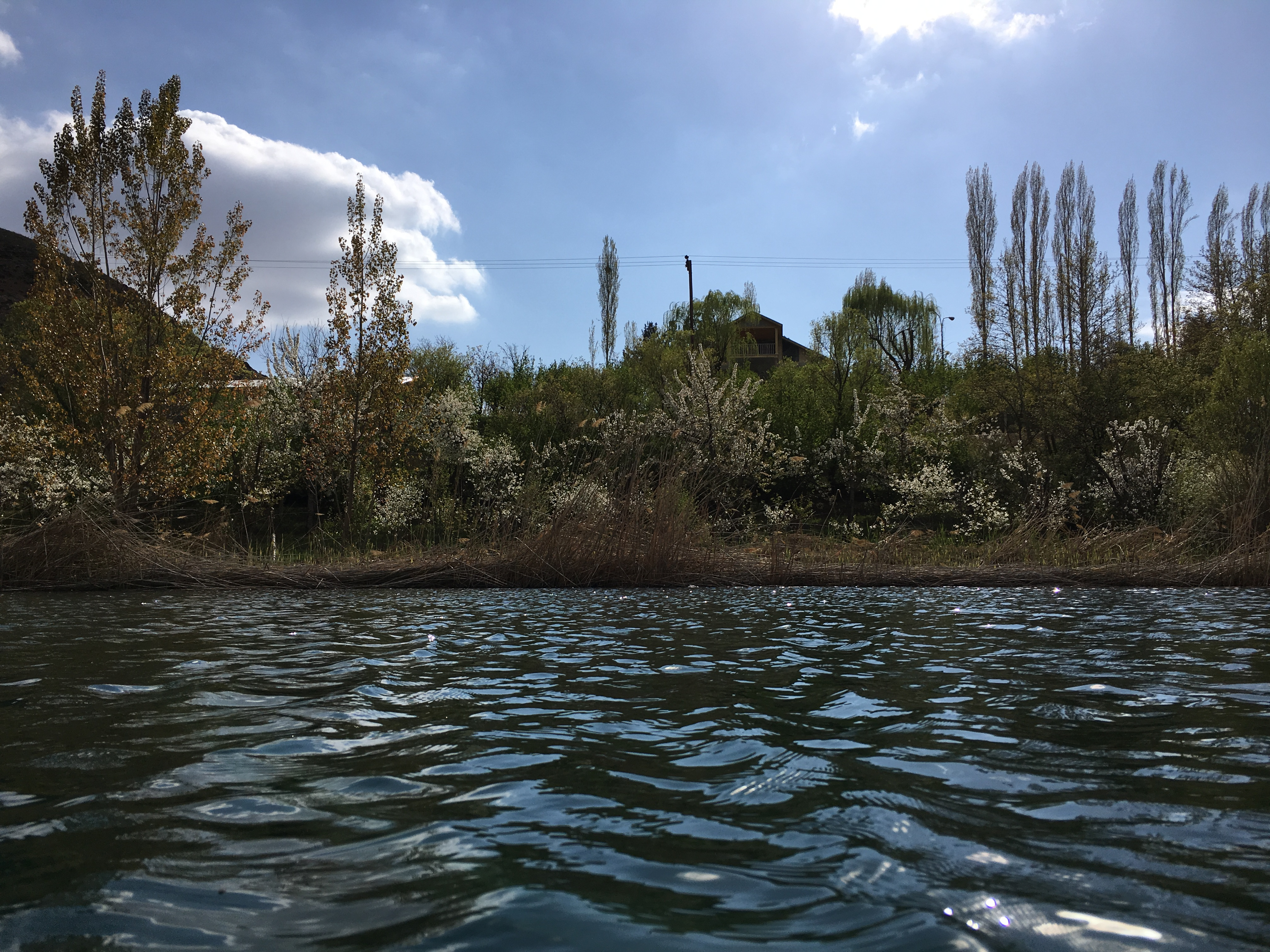
دریاچه اوان
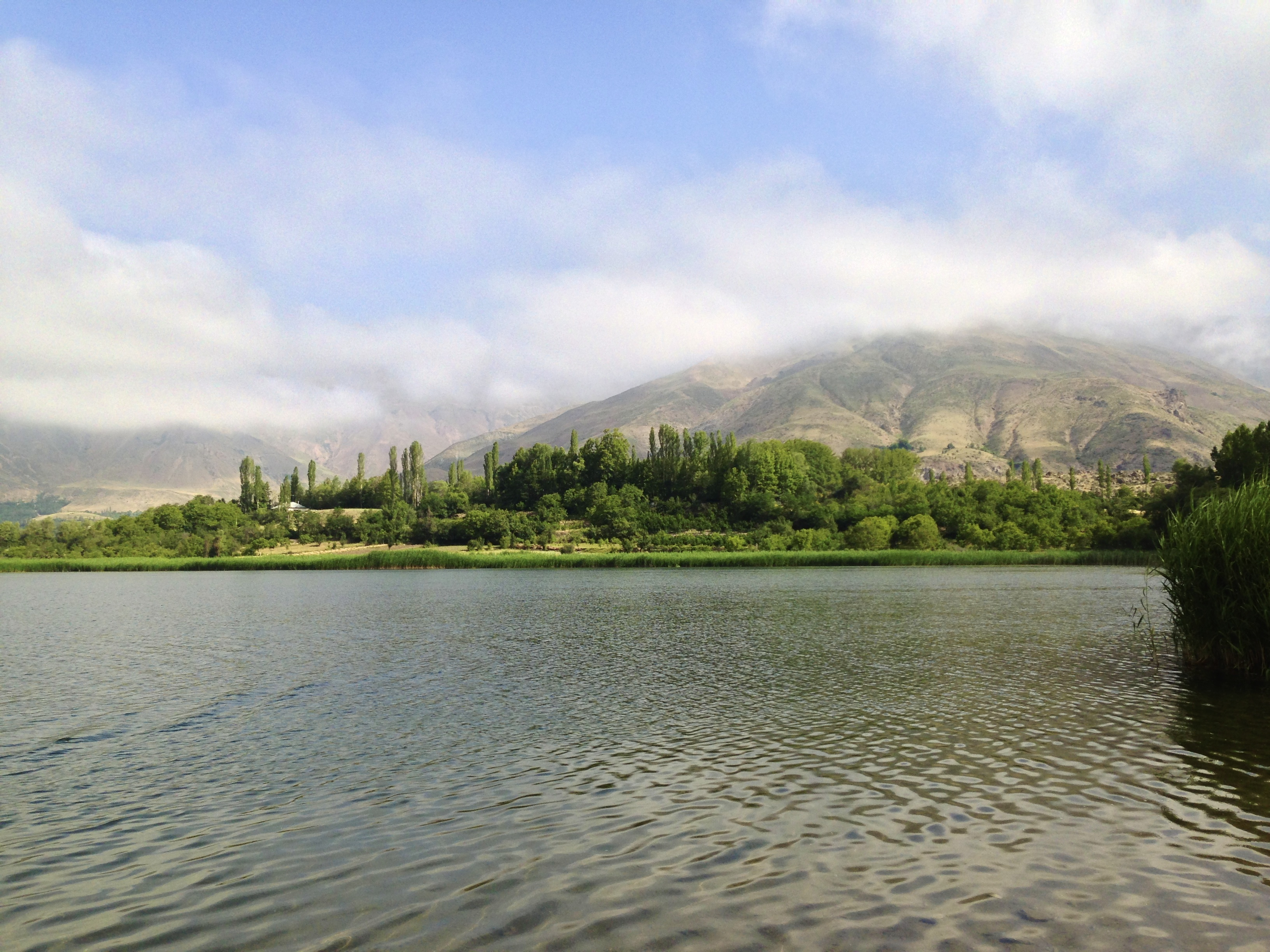
دریاچه اوان، واقع در منطقه الموت استان قزوین